# Primorske Alpe
Primôrske Alpe (francosko Alpes-Maritimes, italijansko Alpi Marittime) je gorovje v jugozahodnih Alpah.
Tvorijo mejo med francosko regijo Provansa-Alpe-Azurna obala in italijanskima deželama Piemont in Ligurija. So najjužnejši del Alp.

## Geografija
Del Primôrskih Alp imata francoska departmaja Alpes-Maritimes in Alpes-de-Haute-Provence in italijanska dežela Piemont ter Kneževina Monako. Severno se navezujejo na Kotijske Alpe, zahodno na Provansalske Predalpe. Na vzhodu jih loči prelaz Colle di Tenda od Ligurskih Alp. Proti jugu segajo gore na obale Sredozemlja. Najvišji vrh je 3297 metrov visok Monte Argentera; Mont Clapier pa je najjužnejši tritisočak v Alpah.

### Meje in razvrstitev
Jedro območja Primôrskih Alp v Alpes-Maritimes, najdemo tudi pod italijanskim imenom Alpi del Var, imenovane po reki, pod nemškim imenom Centralne Primorske Alpe ali Francoske Primorske Alpe. V skladu s klasično francosko-italijansko delitvijo (Partizione Delle Alpi), štejejo Ligurske Alpe (Alpi liguri/Alpes ligures) kot podskupino Primôrskih Alp. Po sodobnejši SOIUSA delitvi se te štejejo neodvisno, SZ 1 Alpi Marittime i.s.a.) in kot SZ 2 Alpi Marittime e Prealpi di Nizza. Poleg tega nekateri neodvisno pbravnavajo še Préalpes de Nica, Préalpes Niçoises/Prealpi di Nizza - sicer so obravnavane tudi celo pod Provansalske Predalpe.
Meje sledijo (v nasprotni smeri urinega kazalca, od SV):
- severno od Stura di Demonte–Colle della Maddalena–Ubayette–Ubaye do Barcelonnette, na Kotijske Alpe
- zahodno in jugozahodno od Bachelarda (za Ubaye)–Col d'Allos–Verdon na Trois Évêchés (Provansalsko Predalpe)
  - v nadaljevanju Verdon vključno Préalpes de Grasse v širšem smislu (del Préalpes de Castellane)
  - v strogem pomenu Verdon čez La Colle–Saint Michel–Vairé–Coulomp–Var do Sredozemlja do Préalpes de Castellane/Préalpes de Grasse v jugozahodni smeri
- Na jugu Côte d'Azur
- na vzhodu
  - Quiliano–Torrent di Quiliano–Colle di Cadibona–Tanaro pri Modovi do Apeninov v širšem smislu kot razmejitev z Apenini
  - Ventimiglia–Roia–Col de Tende–Vermenagna–Borgo San Dalmazzo v strogem pomenu Ligurskih Alp

Razčlenitev:
1. glede na Partizione Delle Alpi:

- 1a Alpi liguri/Alpes ligures (Ligurske Alpe)
- 1b Alpi del Var/Alpes-maritimes
  - Massif du Argentera vključno Mercantour
  - Massif du Pelat
  - Préalpes de Grasse
- Prealpi di Nizza/Préalpes de Nice

1. po SOIUSA:

- STS 2.1 Alpi Marittime i.s.a.
  - A. Catena Gélas Grand Capelet
  - B. Catena Argentera Pépoiri-Matto
  - C. Catena Corborant-Ténibre-Enciastraia
  - D. Catena Côte de l'Ane-Mounier
  - E. Catena Pelat-FREMA-Grand Coyer
- STS 2.2 Prealpi di Nizza
  - A. Catena Rocaillon Grand Braus

### Vrhovi
Pomembnejši vrhovi so:
- Monte Argentera 3297 m
- Cime du Gélas 3143 m
- Cime di Nasta 3108 m
- Monte Matto 3087 m
- Cime de la Maledie / Cima Maledia 3061 m
- Mont Pelat 3053 m
- Corno Stella 3050 m
- Mont Clapier 3045 m
- Tête de Siguret 3032 m
- Mont Ténibre 3032 m
- Le cimet 3020 m
- Cime du Corborant 3007 m
- Tête de l'enchastrayes 2955 m
- Mont Bégo 2873 m
- Mont Mounier 2817 m
- Rocca dell'Abisso 2755 m

### Zaščitena območja
Velik del francoskih Primôrskih Alp je del leta 1979 ustanovljenega narodnega parka Mercantour (Parc National du Mercantour), najmlajšega med šestimi francoskimi nacionalnimi parki. Med nadmorsko višino 500 in 3143 m (Cime du Gélas je najvišji vrh) se širi notranje, zelo zaščiteno in nenaseljeno območje v Mercantour s 68,500 ha od Col d'Allos na zahodu skoraj do Col de Tende proti vzhodu. Območje narodnega parka pokriva velik del doline Vallée de l'Ubaye, dolino Tinée, Vallee du Var, Vallée du Cian, Vallée de la Vésubie in Vallée de la Roya. V narodnem parku se nahajajo poslikave iz bronaste dobe, tako imenovana Vallée des Merveilles v regiji Mont-Bego in jezero Lac d'Allos, ki je največje naravno jezero v Alpah (2230 m).
Od leta 1995 obstaja tudi naravni park Primôrske Alpe (Parco Naturale delle Alpi Marittime) kot združitev narodnega parka Argentera in rezervata Palanfré. S površino 280 kvadratnih kilometrov je naravni park del dolin Gesso, Stura di Demonte in Vermenagna.

## Živalstvo
Alpski kozorog je bil leta 1921 uspešno ponovno uveden, brkati ser je bil uspešno uveden leta 1993, tudi planinski orel še vedno gnezdi.

## Turizem

### Daljinske pešpoti
Via Alpina je novejša čezmejna pešpot, ki teče skozi po petih trasah preko celotnega alpskega loka od Trsta do Monaka; preko Primôrskih Alp teče po dveh različnih poteh.
Rdeča pot Via Alpina teče v 12 etapah skozi Kotijske Alpe, ki prihajajo s severa preko italijanskih Primôrskih Alp na zgodovinski del mulatjere in poti - narejena v različnih obdobjih - in imajo vojaški izvor, nato je speljana preko Pas de Fenestre na francoski meji in teče v Parc National du Mercantour na prelaz Col de Tende, ki je v francoskih Primôrskih Alpah.
- Etapa R137 Pontebernardo do Rifugio Zanotti
- Etapa R138 od Rifugio Zanotti na Strepeis
- Etapa R139 Strepeis na Sant'Anna di Vinadio
- Etapa R140 Sant'Anna di Vinadio Rifugio Malinvern
- Etapa R141 od Rifugio Malinvern do Rifugio Questa
- Etapa R142 od Rifugio Questa do Rifugio Morelli Buzzi
- Etapa R143 od Rifugio Morelli Buzzi do Rifugio Ellena-Soria
- Etapa R144 od Rifugio Ellena-Soria na Pas de Fenstre Franciji do Refuge de la Madone de Fenestre
- Etapa R145 od Refuge de la Madone de Fenestre naprej skozi notranje, strogo varovano območje narodnega parka do Refuge de Nica
- Etapa R146 od Refuge de Nice, do Refuge de Valmasque in teče nekoliko severno od doline Vallée des Merveilles s slovitimi več kot 50.000 petroglifi iz bronaste dobe
- Etapa R147 od Refuge de Valmasque po Castérino
- Etapa R148 Castérino preko Col de Tende do Limonetta.

Modra pot Via Alpina teče v devet etapah skozi francoski del Primôrskih Alp:
- Etapa D53 od Larche na Bousiéyas,
- Etapa D54 od Bousiéyas na St-Etienne-de-Tinée
- Etapa D55 St-Etienne-de-Tinée s Roya
- Etapa D56 od Roya blizu Mont Mounier mimo Refuge de Longon
- Etapa D57 od Refuge de Longon na St Sauveur-sur-Tinée
- Etapa D58 St Sauveur-sur-Tinée na St-Martin-Vésubie
- Etapa D59 St-Martin-Vésubie do Belvedere
- Etapa D60 Belvedere na Col de Turini
- Etapa D61 od Col de Turini na Sospel

Druge velike pešpoti so:
- v Franciji: GR 5 (tudi del evropske pešpoti E2 od Severnega morja do Sredozemlja), GR 52 in GR 52A
- v Italiji: Grande traversata delle Alpi – 1000 km in 65 dnevnih etap dolga pot prečka celotni zahodni piemontski alpski lok (Peninske Alpe, Savojske Alpe, Kotijske Alpe do Primôrskih in Ligurskih Alp).

### Zimski športi
Znana smučišča v Alpah so Isola 2000, Auron, Beuil, Valberg, Peira-Cava in Camp d'Argent na Col de Turini na francoski strani in Limone Piemonte na italijanski strani. Primôrske Alpe so primerne za turno smučanje. Del vrhov se da plezati tudi v zimskem času, prav tako je možno prečkanje skupine. Zavetišča so pozimi zaprta, vendar imajo vsaj nekatere odprte zimske sobe.
- Mont Pelat
- Lac d'Allos iz vrha Mont Pelat
- Mont Bégo
- Cime in Col de la Bonette
- Mont Clapier
- Tête de l’Enchastraye
- Cime de La Malédie
- Daluis-Schlucht v dolino Var
- Col de la Cayolle med dolinama Var in Bachelard
- Col de Tende med dolinama Roya in Vermenagna
- Izvir reke Var v dolini Var
- Slap Aiglière v dolini Var
- Primorske Alpe s Sredozemljem pri Antibesu